# Netchaïev est de retour
Netchaïev est de retour est un roman de l'écrivain franco-espagnol Jorge Semprún, publié en 1987.
Il a été adapté en film en 1991 (voir Netchaïev est de retour (film)).

## Présentation

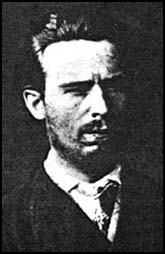
Serge Netchaïev

Sergueï Guennadievitch Netchaïev (en russe : Сергей Геннадиевич Нечаев) est un personnage historique, un nihiliste et révolutionnaire russe né en 1847 et mort en 1882 dans les geôles tsaristes.
Sa vie et ses idées ont marqué les esprits et l'assassinat de l'étudiant Ivanov qu'il organisa avait à son époque largement inspiré Dostoievski dans la rédaction des Possédés. Celui dont il est question ici est un pseudonyme mais Sonsoles Zapata (personnage du roman) connaît bien le vrai pour avoir travaillé sur le mouvement anarchiste espagnol. « Alors, d'une voix scandée, bien timbrée, Sonsoles Zapata avait déclamé l'un des articles du Catéchisme du révolutionnaire de Sergheï Gennadievitch Netchaïev. »
Dans son roman, Jorge Semprun fait de l'un de ses personnages Élie Silberberg un être aigri qui n'a pas connu la réussite sociale de ses camarades ex-anarchistes. « Il ne l'avait pas cherché, d'ailleurs : ça ne l'avait jamais intéressé. » Les autres ont mis toute leur volonté, toute leur hargne dans la poursuite de la réussite comme ils l'avaient mis jadis dans leur désir de détruire cette société. En vingt ans, ils ont d'une certaine façon pris leur revanche sur la société honnie, ils ont gagné de l'argent et conquis le pouvoir.
Des quatre survivants, il est le seul dans sa situation, décalé par rapport aux autres. Quatre survivants, oui, car le cinquième est mort. C'est lui, Daniel Laurençon qu'on surnommait Netchaïev, sacrifié par ses amis vingt ans plus tôt.

## Structure générale
Structure
| Première partie : La mort de Zapata | Deuxième partie : Un homme perdu | Épilogue |

Épigraphe
En guise d'introduction, Jorge Semprun présente deux citations : 

-  « C'était cinq jeunes gens qui avaient tous les mauvais âges, entre vingt et vingt-quatre ans; l'avenir qui les attendait était brouillé comme un désert plein de mirages, de pièges et de vastes solitudes. » - Paul Nizan - La conspiration
- « ... poussez quatre membres de votre groupe à tuer le cinquième sous prétexte qu'il moucharde, aussitôt qu'ils auront versé le sang, ils seront liés... » - Dostoïevski - Les démons
Jorge Semprun reprend dans son roman la première citation (page 17 de la version parue dans Le livre de poche) et écrit : « Daniel Laurençon était adossé à un mur, au soleil de cette première récréation, et il lisait un livre, indifférent au brouhaha alentour. Avec un battement de cœur, Élie en déchiffra le titre, La Conspiration. [...] Il récita la première phrase du roman de Nizan. C'était l'un de ses livres préférés. »

## Contenu et Résumé

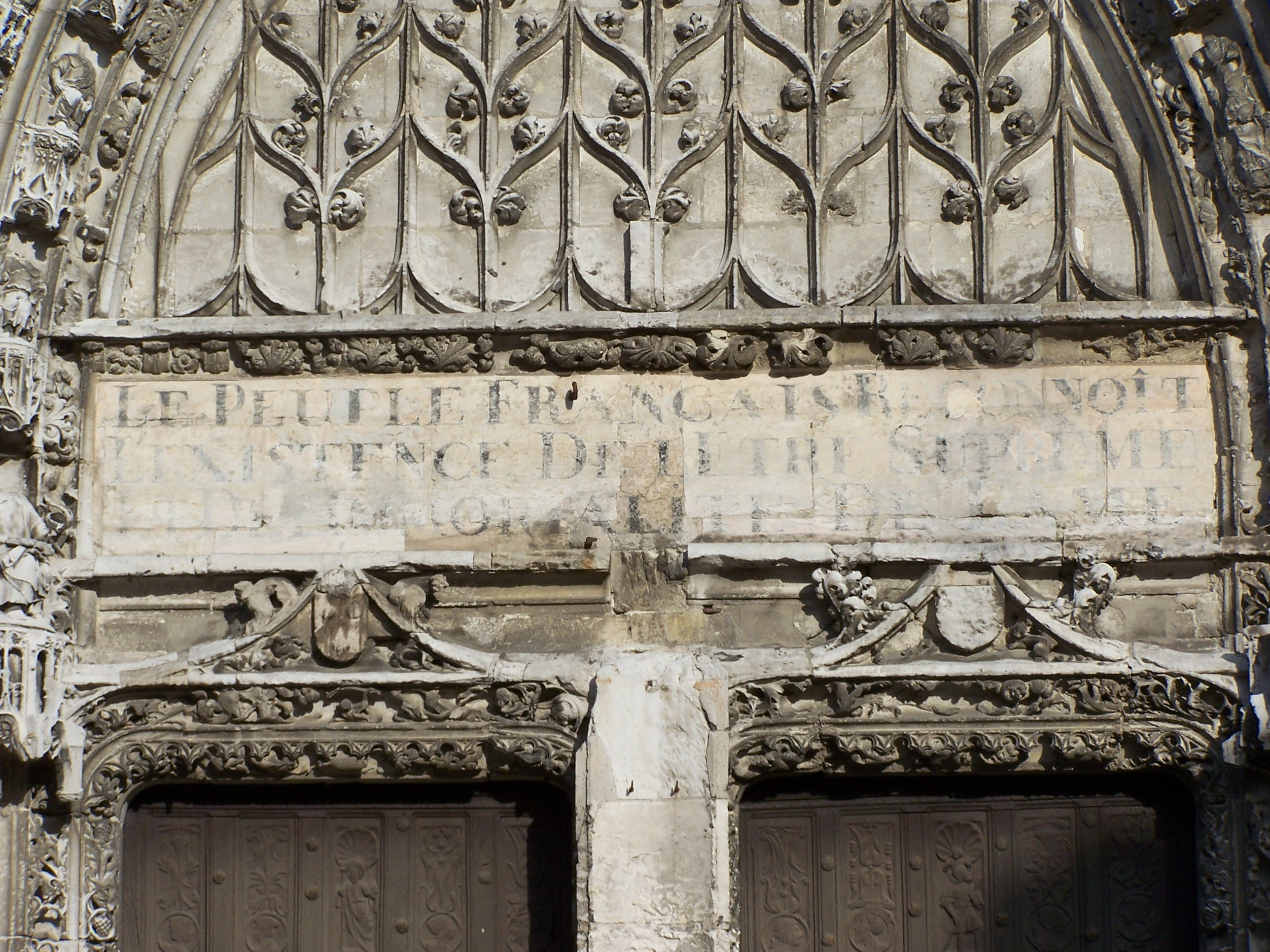
Houdan : fronton de l'église

Daniel Laurençon, alias Netchaïev, tout le monde le croyait mort, assassiné depuis cinq ans. Mais maintenant, Netchaïev est de retour, bien vivant face à celui qui l'avait aidé à disparaître bien décidé à jouer sa carte personnelle et acheter son impunité.
Tout se complique après la mort de son complice et l'entrée en jeu de Pierre Marroux, le directeur de la DST. Il héberge chez lui la jeune Sonsoles qui est en danger et lui confie que Netchaïev n'est autre que son fils qui, à une époque, a viré terroriste en rompant avec lui et en prenant pour nom celui de sa mère, Laurençon.
Ses quatre anciens compagnons révolutionnaires sont sur le pied de guerre, eux qui ont bien réussi depuis : Brigitte celle qui fut sa compagne pendant six ans ; un avocat d'affaires, ex-mari de Brigitte ; Élie, l'écrivain et Philippe, directeur de journal. Daniel Laurençon finit par savoir la vérité : l'un de ses amis avait voulu sa perte, qui organisait avec le gouvernement, un trafic d'armes particulièrement lucratif.
Dès lors, il n'y avait aucun échappatoire : Netchaïev savait et devait disparaître. Mais tout n'est pas si simple, surtout pour le commissaire Marroux, coincé entre son devoir et la volonté d'aider son fils.
Peu de temps avant le règlement de comptes final, Daniel Laurençon et Marc Liliental se retrouvent devant l'église de Houdan et contemplent « dans l'arc de son portail gothique », au-dessus des battants, cette inscription a priori surprenante sur ce fronton d'église : 
« Le peuple reconnaît l'existence de l'Être suprême et de l'immortalité de l'âme. »
- « Tu ne trouves pas ça sublime » dit Daniel avec un air narquois.

- « Sublime d'arrogance, de sottise, d'absurdité ! » réplique Marc.
Marc Liliental, pensif, songeait : « Quelle superbe épitaphe pour cette histoire. Quelle superbe façon de rappeler la folie de toute tentative de prendre la place de Dieu, de se croire porteur de vérités absolues, pionnier sur la voie du salut. Restons à notre place, pensait-il, et Dieu à la sienne. »

## Sources bibliographiques
- Netchaïev est de retour, Jorge Semprun, LGF/Le Livre de Poche, no 6576, 1989
- Maria Angélica et Semilla Duran, Le Masque et le Masqué : Jorge Semprun et les abîmes de mémoire, Toulouse, Presses Universitaires du Mirail, coll. « Collection des Hespérides », 2005, 253 p. (ISBN 978-2858167692)
- Édouard de Blaye, Franco ou la monarchie sans roi, éditions Stock, 1974
- Notices d'autorité :   - WorldCat